# Laglorieuse
Laglorieuse település Franciaországban, Landes megyében. Lakosainak száma 603 fő (2022. január 1.). Laglorieuse Artassenx, Bascons, Bougue, Mazerolles és Pujo-le-Plan községekkel határos.

## Népesség
A település népességének változása:
| Lakosok száma | 337  | 476  | 536  | 565  | 541  | 544  | 550  | 552  | 555  | 603  |
|               | 1968 | 1982 | 1990 | 2006 | 2013 | 2015 | 2017 | 2019 | 2020 | 2022 |